# Fattoria didattica
Una fattoria didattica è un'azienda agricola che, oltre all'attività produttiva agricola, è attrezzata per dedicarsi anche all'attività didattico-formativa e ad accogliere scolaresche, famiglie e gruppi che intendono approfondire la propria conoscenza del mondo rurale.

## Storia

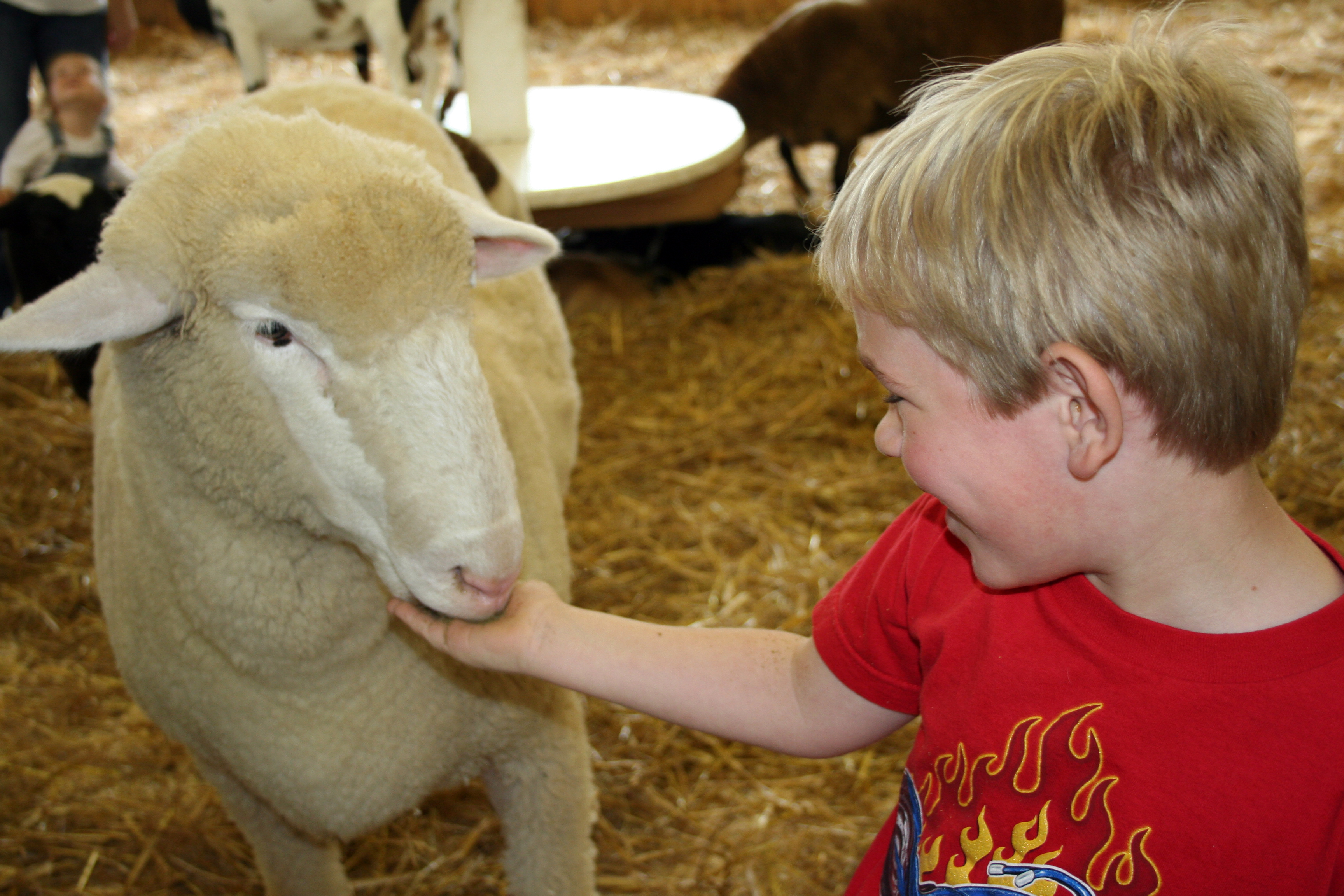
Le fattorie didattiche sono un'occasione per molti bambini che crescono in città di avere contatti con gli animali

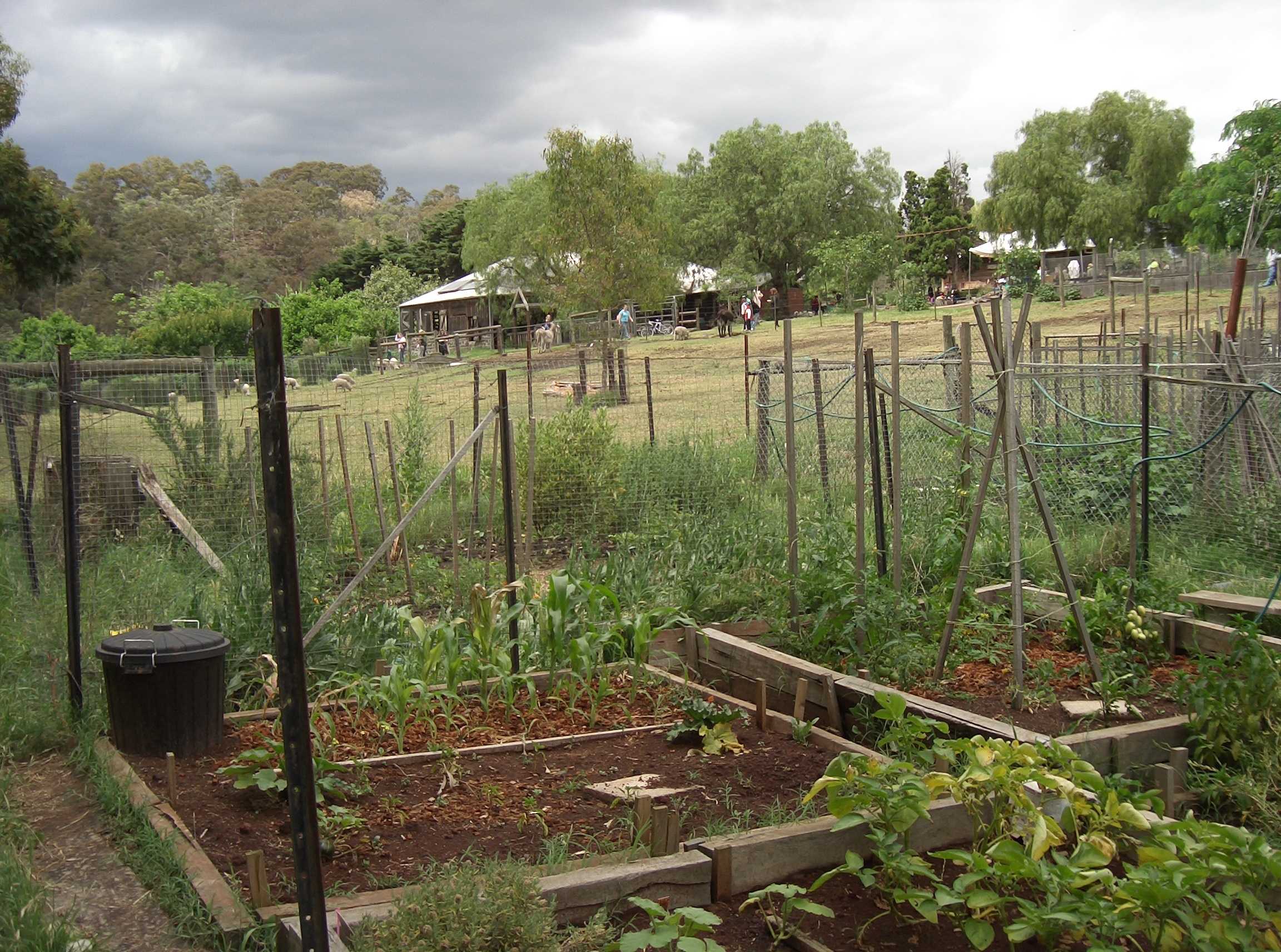
L'orto di una fattoria didattica australiana

Le fattorie didattiche iniziarono a svilupparsi in diversi paesi europei (Belgio, Francia, Germania, Italia, Spagna) a partire dagli ultimi decenni del Novecento; esse sorsero quali attività supplementari all'interno di aziende agricole allo scopo di rilanciare il settore agro-alimentare (che, in quel periodo, attraversava una fase critica) mediante una presa di contatto con le giovani generazioni residenti nelle aree metropolitane, le quali potevano così riscoprire i prodotti tipici di ciascuna area territoriale.

## In Italia
In Italia le fattorie didattiche sono iscritte in appositi registri regionali e sono tenute a sottoscrivere una carta degli impegni e della qualità nella quale sono definiti i requisiti di sicurezza e le norme igienico-sanitarie, gli obblighi di formazione degli operatori e la descrizione dell'offerta didattica.